# Csizmadia
A csizmadia a csizmák elkészítésével és javításával foglalkozó kézműves szakember. Jellegzetesen magyar, de mára gyakorlatilag kihaltnak számító mesterség.  
A csizmadia mester a magas szárú bőr lábbelik mellett egykor a bőrcipők és más bőr lábbelik készítésével is foglalkozott. A szó török eredetű, első előfordulása az 1500-as évek végére tehető. Már a török kor előtt is készítettek kifordított varrással magas szárú bőr lábbeliket. Egészen a 20. század elejéig jelen volt ez a varrástípus, sőt a csizmákat is sokáig még a szimmetrikus kaptafákra készítették, tehát „egylábasok” voltak. A gépesítés során jelentek meg a kaptafamásoló gépek, melyekkel olcsón és gyorsan lehetett bal- és jobblábas kaptafákat is előállítani - ettől kezdve kezdett elterjedni a "kétlábas" csizma.
A különböző társadalmi osztályokra a különböző csizmaviselet volt a jellemző. A parasztok egyszerű csizmáinak fejrészét elég volt kézzel, ványolófán formázni majd varrni, addig a tehetősebb viseletnek számító, egy darabból kiszabott ványolt csizmához speciális és drága berendezés kellett. Egy ványológépet sokszor közösen használtak az ismerős csizmadiák.
A csizmadia a hagyományos eljárás szerint a tímár által megdolgozott, kész bőrtől kezdi a csizma elkészítését. A felsőrészt és az "alját" is egyaránt ő készíti, majd dolgozza össze.  A csizmadia kéziszerszámai hasonlók, mint a cipészé, - amivel több, az a ványoló eszköz, valamint a csizmaszár-tágító berendezés, és amivel másabb, azok a hosszabb szárú eszközök, mint például a kaptavas és a bőrráspoly. A csizmába is tesznek sámfát, melynek legelterjedtebb típusa a 2 db, lábszár alakra  ívelt fából és egy középső (csúszdás és fogógombos) faékből áll.
A csizmadia klasszikus termékei közé tartozik a ványolt csizma, a parasztcsizma, a lovaglócsizma, a bilgeri, azaz a fűzős csizma és a vadászcsizma. Egy időben divatos volt a törökösen cserzett, így piros színű bőrből készült női karmazsin-csizma és a ráncos (rogyott) szárú csizma is. Ma a hagyományos alakú csizmakészítés jórészt a néptáncos csizmákra korlátozódik.
A varrógépek megjelenése és elterjedése során a csizmakészítéshez eleinte a hosszú jobbkaros stoppológépet és  balkaros csizmavarrógépet használtak, de a technológiától függően elkészíthető ma a csizma síkágyas géppel vagy kézi munkával is. Jellemzően a csizma elkészítése során többnyire még mindig a faszeget alkalmazzák, de a vadászcsizmáknál találkozhatunk a jóval szélesebb talpszélt eredményező, jellegzetes hármas varrásképet adó goiser technológiával is. A ma létező, csizmával foglalkozó, és általában nem specializált műhelyek szinte mindegyike modern technológiákkal vegyíti a klasszikus módszereket, így lassan nemcsak a szakma, de a technológiák is feledésbe merülnek.